# Золотий кубок КОНКАКАФ 1993
Золотий кубок КОНКАКАФ 1993 (англ. 1993 CONCACAF Gold Cup) — 12-ий розіграш чемпіонату КОНКАКАФ (другий розіграш під найменуванням Золотий кубок КОНКАКАФ), організований КОНКАКАФ, що відбувся з 10 по 25 липня 1993 року.
Турнір проходив в США та Мексиці, у містах Даллас і Мехіко. Вісім команд були розбиті на дві групи по чотири команди, по дві кращі команди з кожної групи проходили в півфінал. Золотий кубок виграла Мексика, яка в фіналі розгромила інших господарів — збірну США (4:0). Крім того мексиканський гравець Заге відзначився тим, що забив сім м'ячів в одному матчі (груповий матч проти збірної Мартиніки) і став найкращим бомбардиром турніру з рекордними 11 голами.

## Кваліфікація
| Збірна                      | Кваліфікація                                    | Участей                   |
| Північноамериканська зона   | Північноамериканська зона                       | Північноамериканська зона |
| --------------------------- | ----------------------------------------------- | ------------------------- |
| США                         | Господар                                        | 2-га                      |
| Мексика                     | Господар                                        | 2-га                      |
| Канада                      | Автоматично                                     | 2-га                      |
| Карибська зона              |                                                 |                           |
| Мартиніка                   | Переможець Карибського кубка 1993               | 1-ша                      |
| Ямайка                      | Фіналіст Карибського кубка 1993                 | 2-га                      |
| Центральноамериканська зона |                                                 |                           |
| Гондурас                    | 1 місце на Кубку націй Центральної Америки 1993 | 2-га                      |
| Коста-Рика                  | 2 місце на Кубку націй Центральної Америки 1993 | 2-га                      |
| Панама                      | 3 місце на Кубку націй Центральної Америки 1991 | 1-ша                      |

## Стадіони
| Даллас            | Мехіко             |
| «Коттон Боул»     | «Ацтека»           |
| Місткість: 71,615 | Місткість: 105,000 |
|                   |                    |

## Груповий етап

### Група A
| Поз | Команда  | І | В | Н | П | ГЗ | ГП | РГ | О | Кваліфікація     |
| --- | -------- | - | - | - | - | -- | -- | -- | - | ---------------- |
| 1   | США      | 3 | 3 | 0 | 0 | 4  | 1  | +3 | 9 | Вихід в півфінал |
| 2   | Ямайка   | 3 | 1 | 1 | 1 | 4  | 3  | +1 | 4 | Вихід в півфінал |
| 3   | Гондурас | 3 | 1 | 0 | 2 | 6  | 5  | +1 | 3 |                  |
| 4   | Панама   | 3 | 0 | 1 | 2 | 3  | 8  | −5 | 1 |                  |

| 10 липня |

| Гондурас                                                      | 5–1      | Панама    |
| ------------------------------------------------------------- | -------- | --------- |
| Гейл 25' Беннетт 51', 69' (пен.), 83' (пен.) Пінеда Чакон 54' | Протокол | Хуліо 30' |

| «Коттон Боул», Даллас Глядачів: 11,642 Арбітр: Родріго Баділья |

| 10 липня |

| США         | 1–0      | Ямайка |
| ----------- | -------- | ------ |
| Віналда 67' | Протокол |        |

| «Коттон Боул», Даллас Глядачів: 11,642 Арбітр: Берні Ульоа Морера |

| 14 липня |

| Ямайка                          | 3–1      | Гондурас           |
| ------------------------------- | -------- | ------------------ |
| Джарретт 28' Девіс 48' Бойд 78' | Протокол | Беннетт 18' (пен.) |

| «Коттон Боул», Даллас Глядачів: 13,771 Арбітр: Артуро Брісіо Картер |

| 14 липня |

| США                  | 2–1      | Панама      |
| -------------------- | -------- | ----------- |
| Віналда 69' Дулі 74' | Протокол | Пігготт 33' |

| «Коттон Боул», Даллас Глядачів: 13,771 Арбітр: Роберто Парісіус |

| 17 липня |

| Ямайка    | 1–1      | Панама              |
| --------- | -------- | ------------------- |
| Девіс 76' | Протокол | Мендьєта 50' (пен.) |

| «Коттон Боул», Даллас Глядачів: 18,527 Арбітр: Антоніо Марруфо |

| 17 липня |

| США       | 1–0      | Гондурас |
| --------- | -------- | -------- |
| Лалас 29' | Протокол |          |

| «Коттон Боул», Даллас Глядачів: 18,527 Арбітр: Роберт Соутелл |

### Група B
| Поз | Команда    | І | В | Н | П | ГЗ | ГП | РГ  | О | Кваліфікація     |
| --- | ---------- | - | - | - | - | -- | -- | --- | - | ---------------- |
| 1   | Мексика    | 3 | 2 | 1 | 0 | 18 | 1  | +17 | 7 | Вихід в півфінал |
| 2   | Коста-Рика | 3 | 1 | 2 | 0 | 5  | 3  | +2  | 5 | Вихід в півфінал |
| 3   | Канада     | 3 | 0 | 2 | 1 | 3  | 11 | −8  | 2 |                  |
| 4   | Мартиніка  | 3 | 0 | 1 | 2 | 3  | 14 | −11 | 1 |                  |

| 11 липня |

| Канада      | 1–1      | Коста-Рика |
| ----------- | -------- | ---------- |
| Дасович 43' | Протокол | Маєрс 82'  |

| «Ацтека», Мехіко Глядачів: 48,000 Арбітр: Марк Форд |

| 11 липня |

| Мексика                                                                 | 9–0      | Мартиніка |
| ----------------------------------------------------------------------- | -------- | --------- |
| Заге 11', 21', 29', 54', 76', 84', 90' Рамон Рамірес 40' Ернандес 90+1' | Протокол |           |

| «Ацтека», Мехіко Глядачів: 48,000 Арбітр: Хосе Альварадо |

| 15 липня |

| Канада                 | 2–2      | Мартиніка               |
| ---------------------- | -------- | ----------------------- |
| Онджер 25' Банбері 43' | Протокол | Жертруд 53' Фондело 86' |

| «Ацтека», Мехіко Глядачів: 80,000 Арбітр: Археліо Сабільйон |

| 15 липня |

| Мексика           | 1–1      | Коста-Рика |
| ----------------- | -------- | ---------- |
| Дельгадо 74' (аг) | Протокол | Каяссо 30' |

| «Ацтека», Мехіко Глядачів: 80,000 Арбітр: Рамеш Рамдан |

| 18 липня |

| Коста-Рика                | 3–1      | Мартиніка         |
| ------------------------- | -------- | ----------------- |
| Маєрс 28' Каяссо 69', 87' | Протокол | Тенмар 59' (пен.) |

| «Ацтека», Мехіко Глядачів: 100,000 Арбітр: Маджид Джей |

| 18 липня |

| Мексика                                                         | 8–0      | Канада |
| --------------------------------------------------------------- | -------- | ------ |
| Родрігес 4', 67' Мора 24', 30' Заге 32', 34' Сальвадор 83', 88' | Протокол |        |

| «Ацтека», Мехіко Глядачів: 100,000 Арбітр: Рауль Домінгес |

## Плей-оф
|  | Півфінали         | Півфінали         |   |                   | Фінал               | Фінал |  |
|  |                   |                   |   |                   |                     |       |  |
|  | 21 липня - Даллас |                   |   |                   |                     |       |  |
|  | США               | 1                 |   |                   |                     |       |  |
|  | Коста-Рика        | 0                 |   |                   |                     |       |  |
|  |                   |                   |   |                   |                     |       |  |
|  |                   |                   |   |                   | 25 липня — Мехіко   |       |  |
|  |                   |                   |   |                   | Мексика             | 4     |  |
|  |                   | США               | 0 |                   |                     |       |  |
|  |                   |                   |   |                   |                     |       |  |
|  |                   |                   |   |                   |                     |       |  |
|  |                   |                   |   |                   | Матч за третє місце |       |  |
|  | 22 липня — Мехіко | 22 липня — Мехіко |   | 25 липня — Мехіко | 25 липня — Мехіко   |       |  |
|  | Мексика           | 6                 |   | Коста-Рика        | 1                   |       |  |
|  | Ямайка            | 1                 |   |                   | Ямайка              | 1     |  |

### Півфінали
| 22 липня |

| США         | 1–0 (з.г.) | Коста-Рика |
| ----------- | ---------- | ---------- |
| Койман 103' | Протокол   |            |

| «Коттон Боул», Даллас Глядачів: 14,826 Арбітр: Рамеш Рамдан |

| 22 липня |

| Мексика                                             | 6–1      | Ямайка   |
| --------------------------------------------------- | -------- | -------- |
| Сальвадор 9', 18', 34' Мора 14' Заге 50' Амбріс 55' | Протокол | Райт 17' |

| «Ацтека», Мехіко Глядачів: 110,000 Арбітр: Хуан Пабло Ескобар |

### Матч за 3-тє місце
| 25 липня |

| Коста-Рика | 1–1 (д.ч.) | Ямайка      |
| ---------- | ---------- | ----------- |
| Гатрі 10'  | Протокол   | Джаррет 89' |

| «Ацтека», Мехіко Глядачів: 130,800 Арбітр: Марк Форд |

 Коста-Рика та  Ямайка не визначили переможця ані в основний, ані в додатковий час і розділили бронзові нагороди турніру

### Фінал
| 25 липня |

| Мексика                                          | 4–0      | США |
| ------------------------------------------------ | -------- | --- |
| Амбріс 11' Армстронг 31' (аг) Заге 69' Канту 79' | Протокол |     |

| «Ацтека», Мехіко Глядачів: 130,800 Арбітр: Роберт Соутелл |

| Золотий кубок КОНКАКАФ 1993 |
| --------------------------- |
| Мексика 4-й титул           |

## Найкращі бомбардири
11 голів
- Заге

5 голів
- Луїс Мігель Сальвадор

4 голи
- Едуардо Беннетт

3 голи
- Хуан Каяссо
- Октавіо Мора

## Підсумкова таблиця
| Команда    | М | В | Н | П | ГЗ | ГП | РГ  |
| ---------- | - | - | - | - | -- | -- | --- |
| Мексика    | 5 | 4 | 1 | 0 | 28 | 2  | +26 |
| США        | 5 | 4 | 0 | 1 | 5  | 5  | 0   |
| Коста-Рика | 5 | 1 | 3 | 1 | 6  | 5  | +1  |
| Ямайка     | 5 | 1 | 2 | 2 | 6  | 10 | -4  |
| Гондурас   | 3 | 1 | 0 | 2 | 6  | 5  | +1  |
| Канада     | 3 | 0 | 2 | 1 | 3  | 11 | -8  |
| Панама     | 3 | 0 | 1 | 2 | 3  | 8  | -5  |
| Мартиніка  | 3 | 0 | 1 | 2 | 3  | 14 | -11 |